# Helga Németh
Helga Németh (Nagykanizsa, 7 de agosto de 1963) é uma ex-handebolista profissional húngara, medalhista olímpica.
Helga Németh fez parte do elenco medalha de bronze em Atlanta 1996, com 5 jogos e 18 gols.